# Gruppo Sportivo Baratta 1940-1941
Questa voce raccoglie le informazioni riguardanti il Gruppo Sportivo Baratta nelle competizioni ufficiali della stagione 1940-1941.

## Rosa
| N. |                   | Ruolo | Calciatore             |
| -- | ----------------- | ----- | ---------------------- |
|    | Italia (bandiera) | A     | R. Adesso              |
|    | Italia (bandiera) | D     | Cosimo Anzalone        |
|    | Italia (bandiera) | C     | Davide Barboni         |
|    | Italia (bandiera) | A     | C. Biancullo           |
|    | Italia (bandiera) | A     | Carlo Bradaschia       |
|    | Italia (bandiera) | C     | Ugo Caputo             |
|    | Italia (bandiera) | A     | Ernesto Conz           |
|    | Italia (bandiera) | D     | Raffaele D'Errico      |
|    | Italia (bandiera) | A     | Luigi De Santis        |
|    | Italia (bandiera) | D     | Giuseppe De Luca       |
|    | Italia (bandiera) | A     | Guglielmo Francese     |
|    | Italia (bandiera) | A     | M. Francese            |
|    | Italia (bandiera) | A     | M. Galuzzi             |
|    | Italia (bandiera) | C     | Guglielmo Giannatiempo |
|    | Italia (bandiera) | C     | Cosimo Gracovia        |
|    | Italia (bandiera) | D     | Errico Gracovia        |

| N. |                   | Ruolo | Calciatore         |
| -- | ----------------- | ----- | ------------------ |
|    | Italia (bandiera) | D     | Giuseppe Guzzi     |
|    | Italia (bandiera) | P     | Ciro Isola         |
|    | Italia (bandiera) | A     | G. La Torraca      |
|    | Italia (bandiera) | P     | Giuseppe Lo Castro |
|    | Italia (bandiera) | D     | Angelo Mantovani   |
|    | Italia (bandiera) | A     | Vincenzo Margiotta |
|    | Italia (bandiera) | A     | Aldo Orsucci       |
|    | Italia (bandiera) | A     | Antonio Panico     |
|    | Italia (bandiera) | D     | Franco Pannoli     |
|    | Italia (bandiera) | A     | Adriano Petrone    |
|    | Italia (bandiera) | C     | Otello Sabbione    |
|    | Italia (bandiera) | D     | Giacomo Sacchieri  |
|    | Italia (bandiera) | D     | Alberto Santimone  |
|    | Italia (bandiera) | P     | Angelo Spinelli    |
|    | Italia (bandiera) | C     | C. Tiri            |